# Makrán
Makrán (arab és perzsa írással مكران) történelmi régió, amely részben a mai Pakisztán délnyugati, részben Irán délkeleti határvidékén, az Arab-tenger partján feküdt, nagyjából a mai Konárak és Karacsi városa között. A jelenleg jórészt beludzsok lakta területen Pakisztán Beludzsisztán nevű tartománya, valamint az iráni Szisztán és Beludzsisztán tartomány osztozik.
A 18. századtól 1948-ig fejedelemség is létezett ilyen néven, ami Pakisztánba olvadt Brit India megszűnésekor.

## Elhelyezkedése
Makrán a történelmi India nyugati határvidékén, a Makrán-hegység átlagosan 2000 méter magasságot is elérő három vonulata (az északi Sziáhán-hegység, a középső Makrán-hegység és a part menti Talar-e Band) környékén terült el. A száraz, felföldi régió sosem tette lehetővé virágzó mezőgazdaság kialakulását és nagyobb népesség megtelepedését. (Egyetlen jelentősebb terménye a cukornád, illetve ennek fánídz/pánídz néven ismert szirupja volt.) A tartományt délről a tenger, keletről az indiai területek (délen Szindh, északabbra a Huzdár központú Túrán, attól északra pedig Budaha Kandabíl központtal), északon Szidzsisztán, északnyugaton pedig a Dast-e Lut déli részét képező, a beludzsok őshazájaként ismert Kufsz-hegység, nyugaton pedig Kermán tartomány határolta.

## Története
Makrán, amelynek neve feltehetően az ókori Magan elnevezéssel van kapcsolatban, az Óperzsa Birodalom Maka tartományával azonosítható, amit a makedón hódítást követően Makararéné néven ismertek, keleti részére pedig Gedroszia néven hivatkoztak. A muszlim arabok Kermán felől törtek be először a térségbe, még I. Omár idejében (634–644), majd Zijád ibn Abíhi helytartósága és I. Muávija (661–680) uralkodása idején a Makránon túl, északnyugatra fekvő, Túrán néven emlegetett régióig törtek előre. 711-ben innen indult a szindhi hadjárat. A terep- és éghajlati viszonyok mindazonáltal nem tették lehetővé nagyobb népesség megtelepülését, így a periférikus elhelyezkedésű Makránról meglehetősen kevés információt őriztek meg a források.
A térségben legkésőbb a 9. század végén a Maadánidák családja alapított önálló fejedelemséget Kidzs (Kécs, ma Turbat, Pakisztán) központtal, és még a 11. században is hatalmon voltak. A família előbb a szisztáni Szaffáridáknak esküdött hűséget, majd Adud ad-Daula fárszi buvajhida fejedelem hódoltatta őket 970–972 során, majd nem sokkal később a Gaznavidák főségét ismerték el. Utóbbiak a 11. században több hadjáratot vezettek a térségben, részint a helyi trónviszályokba avatkozva, részint az elmaradt adók behajtásának céljából. Makrán feltehetően a Gúridák 12. századi felemelkedéséig gaznavida érdekszférába tartozott, de ezután alig tudni róla valamit: bizonyára helyi fejedelmek uralták. A 13-14. században települtek be északnyugat felől a hegyi nomád életmódot folytató beludzsok a tartományba. A 18. században egy beludzs dinasztia önálló fejedelemséget alapított Makránban, amely Kécs központtal uralkodott a térség felett. Irán és Brit India Makránt felosztó határát 1870-1872-ben jelölte ki egy határbizottság, a Makráni Fejedelemség pedig utóbbihoz került ún. alárendelt szövetségesként. 1948-ban csatlakozott az újonnan létrejött Pakisztánhoz, különállását 1955-ben számolták fel. 

## Főbb települései
Makrán központi települése a mai Pakisztánban lévő Pandzsgúr (régi nevén Fannazbúr/Bannadzsbúr) volt, amelynek már a 10. században többségében beludzs volt a lakossága. Az erődített települést pálmaültetvények vették körül. A kereskedelem központja Tíz kikötője volt a mai iráni Csábahár közelében, amely Hormoz kikötőjének pusztulását követően, a 12. században átvette ennek szerepét, de a 19. századra lakói elhagyták. Az Indus torkolatában lévő Dajbul és Tíz között két települést említettek meg a források: Armabílt és Kanbalit, amelyek azóta szintén eltűntek.
Tíztől északra, a déli és középső hegyvonulat közti völgyben áll Gaszr-e Gand, amely már a középkorban is létező település volt; ettől keletre feküdt a maadánida fővárosként ismert Kidzs vagy Kécs. A mai Rászk és a történeti leírásokban szereplő, hasonló nevű település azonosítása kétséges. A középső és északi vonulat közti völgyben máig áll Bampur, amely szintén létező település volt a középkorban.

## Főbb útvonalai
A meglehetősen elszigetelt Makrán legfőbb útvonala a rabló beludzs törzsektől hemzsegő Dast-e Lut sivataga felől érkezett, és Pandzspúr érintésével tartott India felé. Pandzspúrból a túráni és budahai területeken át a szisztáni Szibbibe és onnan Zarandzson át Herát felé is vezetett út. Tíz kikötőjéből Kécsen át vezetett az út Pandzspúr felé.